# Commune ecclésiastique unitarienne de Transdanubie
 (avril 2017).
Si vous disposez d'ouvrages ou d'articles de référence ou si vous connaissez des sites web de qualité traitant du thème abordé ici, merci de compléter l'article en donnant les références utiles à sa vérifiabilité et en les liant à la section « Notes et références ».
La Commune ecclésiastique unitarienne de Transdanubie (Dunántúli Unitárius Egyházközség) est une circonscription territoriale dépendant de l'arrondissement ecclésiastique unitarien de Hongrie de l'Église unitarienne hongroise. « Commune ecclésiastique diasporique » (Szórványegyházközség), elle regroupe plusieurs pôles d'implantation : Pécs, Székesfehérvár et Polgárdi.